# Orimarga (Orimarga) arizonensis
Orimarga (Orimarga) arizonensis is een tweevleugelige uit de familie steltmuggen (Limoniidae). De soort komt voor in het Nearctisch gebied.